# Komisja Nadzorcza Państw Neutralnych

Strefa zdemilitaryzowana

Komisja Nadzorcza Państw Neutralnych (KNPN) (ang. Neutral Nations Supervisory Commission, NNSC) – komisja nadzorująca od 1953 r. zawieszenie broni między Koreą Północną a Koreą Południową.

## Historia
W 1951 obie strony wojny koreańskiej rozpoczęły rokowania, zakończone w 1953 układem rozejmowym między Koreą Północną (wspieraną przez Chiny Ludowe) oraz Południową (wspieraną przez siły ONZ na czele z USA). Jedną z jego decyzji było utworzenie zdemilitaryzowanej linii demarkacyjnej, w której znajdowało się Panmundżom. Postanowiono o utworzeniu tam wspólnego obozu, w którym miała mieć swoją kwaterę główną Komisja Nadzorcza Państw Neutralnych, przestrzegająca zawieszenie broni i złożonej z przedstawicieli 4 państw – 2 wytypowanych przez stronę północną (Czechosłowacja i Polska) i 2 przez południową (Szwajcaria i Szwecja). 
Do zadań komisji należało:
- badanie przypadków złamania zawieszenia broni
- kontrola przez rozsiane po Korei Grupy Inspekcyjne stanów liczebnych i wyposażenia obu stron
- nadzorowanie repatriacji jeńców

Początkowemu okresowi działalności komisji towarzyszyły wzajemne oskarżenia o sprzyjanie zwaśnionym stronom (stronie północnej przez Polaków i Czechów, zaś stronie południowej przez Szwedów i Szwajcarów), co także powodowało protesty ludności cywilnej, którym towarzyszyły zamachy. W ich wyniku KNPN musiała w 1955 ewakuować Grupy Inspekcyjne z Inczon i Pusan (Korea Południowa), a następnie z Kangnŭngu i Daegu (Korea Płd) oraz Ch'ŏngjin i Hŭngnam (Korea Płn.) – reszta grup rok później została bezterminowo zawieszona. Wówczas Misja Polska liczyła już tylko ok. 85 członków, inni przedstawiciele także zmniejszyli stany osobowe misji (Szwajcaria i Szwecja chciały nawet całkiem je wycofać z powodu zbytnio przedłużającego się procesu pokojowego). W 1957 działalność KNPN ograniczyła się już w zasadzie tylko do przyjmowania i zatwierdzania raportów, przez co polska delegacja (jak i inne) była stopniowo zmniejszana – od 1963 liczyła już tylko ok. 10 członków. Zasadniczą zmianę przyniosła Jesień Ludów w 1989, kiedy to w państwach wschodniej Europy rozpoczął się upadek komunizmu, ponadto zmianom uległa też polityka zagraniczna Korei Południowej, z którą w 1990 roku stosunki dyplomatyczne nawiązały państwa Układu Warszawskiego (w tym ZSRR), a dwa lata później ChRL. W powyższych okolicznościach delegacje z Czechosłowacji (od 1993 tylko Czech) i Polski stały się z punktu widzenia KRLD niewygodne ze względów ideologicznych.

## Misja Polska
Formowanie polskiej delegacji rozpoczęto już w 1952. Aby lepiej ją przygotować do zadań utworzono Jednostkę Wojskową 2000 (JW 2000). Jednak z powodu przedłużających się rokowań proces formowania przerwano, by rozpocząć go na nowo w kwietniu 1953 w Jabłonnie k. Warszawy. Dwa miesiące później grupa rozpoznawcza udała się do Chin, za nią drogą kolejową reszta polskiej misji, formalnie utworzonej uchwałą Rady Państwa z 12 września 1953. Polacy wraz z Czechami i Słowakami zostali zakwaterowani w północnej części obozu, kontrolowanej przez KRLD. 
W wyniku działań północnych Koreańczyków w 1993 r. czeska delegacja opuściła Koreę na stałe a polska obóz w północnym Panmundżomie.
Kryzys w stosunkach Polska–Korea Północna trwający od 1993 r. został zażegnany w 2001 r., a wcześniej, w 1996 Misja Polska rozpoczęła nowy etap działalności – delegacja złożona z 3 żołnierzy (szef misji, zastępca i sekretarz) doraźnie, 2 lub 4 razy do roku przyłącza się do pracujących w zmarginalizowanej komisji Szwedów i Szwajcarów, wizytujących linię demarkacyjną.

### Szefowie
| - 1953 – gen. bryg. Mieczysław Wągrowski - 1954–1955 – gen. bryg. Leszek Krzemień - 1958–1960 – gen. bryg. Leo Samet - 1960–1961 – gen. bryg. Tadeusz Kunicki - 1962–1963 – gen. bryg. Franciszek Mróz - 1963–1965 – gen. bryg. Stefan Orliński - 1965–1966 – gen. bryg. Włodzimierz Kopijkowski - 1966–1967 – gen. bryg. Józef Waluk - 1967 – gen. bryg. Tadeusz Jedynak - 1968–1969 – gen. bryg. Wacław Czyżewski - 1969–1970 – gen. bryg. Marian Ryba - 1970–1971 – gen. bryg. Mikołaj Matwiejewicz - 1971–1972 – gen. dyw. Bronisław Kuriata - 1972–1973 – gen. bryg. Józef Dziadura - 1973–1974 – gen. bryg. Brunon Marchewka - 1974–1975 – gen. bryg. Wiktor Kozak - 1975–1977 – gen. bryg. Zbigniew Czerwiński - 1977–1978 – gen. bryg. Apoloniusz Golik - 1978–1980 – gen. bryg. Janusz Sieczkowski - 1980–1981 – gen. bryg. Edward Łańcucki | - 1981–1982 – gen. bryg. Tadeusz Sroczyński - 1982–1983 – gen. bryg. Zbigniew Jurewicz - 1983–1985 – gen. bryg. Henryk Rzepkowski - 1985–1986 – gen. bryg. Marian Koper - 1986–1987 – gen. bryg. Kryspian Hille - 1987–1988 – gen. bryg. Stanisław Wytyczak - 1988–1989 – gen. bryg. Leopold Raznowiecki - 1989–1990 – gen. bryg. Kazimierz Stec - 1990–1992 – gen. bryg. pil. Zdzisław Żarski - 1992–1995 – gen. bryg. Krzysztof Owczarek - 1996–1997 – gen. bryg. Stanisław Koziej - 1997–1999 – gen. bryg. Andrzej Ekiert - 1999–2002 – gen. bryg. Wincenty Cybulski - 2002–2004 – gen. bryg. Andrzej Ekiert - 2008 – gen. bryg. Anatol Czaban - 2009 – gen. bryg. Andrzej Przekwas - 2010 – gen. dyw. Anatol Wojtan - 2013 – gen. dyw. Leszek Soczewica - 2015 - gen. bryg. Krzysztof Mitręga - 2018 – płk Andrzej Różyński |

### Liczebność
- 1953–1955 – ok. 300
- 1955–1956 – ok. 85
- 1956–1957 – ok. 35
- 1958–1960 – ok. 30
- 1960–1963 – ok. 15
- 1963–1995 – ok. 10
- 1996 – nadal – 3